# UTC−00:25:21
UTC−00:25:21時區比協調世界時慢25分鐘21秒，曾使用於愛爾蘭（都柏林平均時間），之後於1916年10月1日改成協調世界時（UTC+0）。“1880年时间定义法案”通过，（英語：Statutes (Definition of Time) Act, 1880）引入UTC-00:25:21，并从1858年正式成为法定时间。该法案同时还规定了格林尼治时间作为英国法定时间。